# Mosnay
Mosnay là một xã ở tỉnh Indre khu vực trung bộ Pháp. Xã này có diện tích 25,28 km², dân số thời điểm năm 1999 là 439 người. Khu vực này có độ cao trung bình 169 mét trên mực nước biển. 
Sông Bouzanne tạo thành một phần ranh giới phóa tây bắc.